# کودورلو (شکی)
کودورلو (به لاتین: Küdürlü) یک منطقه مسکونی در جمهوری آذربایجان است که در شهرستان شکی واقع شده است. کودورلو ۵۴۷ نفر جمعیت دارد.